# Coscinia quadrifasciata
Coscinia quadrifasciata là một loài bướm đêm thuộc phân họ Arctiinae, họ Erebidae.